# Павлюк Максим Васильович
Максим Васильович Павлюк (нар. 3 червня 1992, с. Горішні Шерівці, Заставнівський район, Чернівецька область) — український прокурор, політик. Народний депутат України 9-го скликання.

## Життєпис
Закінчив юридичний факультет Київського національного університету імені Тараса Шевченка.
Павлюк працює заступником військового прокурора Дарницького гарнізону Центрального регіону України.
Він тимчасово виконував обов'язки прокурора військової прокуратури Луганського гарнізону.
Проходив військову службу у військовій прокуратурі Одеського гарнізону Південного регіону України на посаді слідчого.
Кандидат у народні депутати від партії «Слуга народу» на парламентських виборах 2019 року, № 102 у списку. На час виборів: заступник військового прокурора Військової прокуратури Дарницького гарнізону Центрального регіону України, безпартійний. Проживає в Києві.
Заступник голови Комітету Верховної Ради з питань правоохоронної діяльності.
Група нардепів, до якої входив Павлюк Максим, зареєструвала законопроєкт про штрафи на образу правоохоронців. Згідно з ним, якщо громадянин скаже образливу репліку про поліцейського, то може отримати штраф 340-680 грн або громадські роботи, до 4-х годин на день у позаробочий час. Також Нацполіція зможе проводити адміністративне затримання за образу. У декларації за 2019 рік вказав суму 900 тис. грн як приз.

## Нагороди
- Заслужений юрист України (8 жовтня 2021) — за вагомий особистий внесок у розбудову правової держави, багаторічну плідну працю та високий професіоналізм[9].

## Скандали
22 липня 2025 року проголосував за проєкт закону 12414, що обмежує Національне антикорупційне бюро України та Спеціалізовану антикорупційну прокуратуру. Закон викликав хвилю антикорупційних протестів.

## Цікаві факти
Три роки поспіль Максим Павлюк декларує величезні суми від виграшів у лотерею, які щороку зростають:
- 2020 рік — 1,9 млн грн.
- 2019 рік — 0,9 млн грн.
- 2018 рік — 0,16 млн грн[12].

А також стверджується що є племінником відомого буковинського контрабандиста Іллі Павлюка